# Bidermajer
Bidermajer (nem. Biedermeier) je obdobje in življenjski oz. umetniški slog, pravzaprav kaže predvsem vsebinske poudarke, ki je vezan predvsem na srednjeevropski prostor in se časovno prekriva s pojmoma restavracija in predmarčna doba. Bidermajer je bil v prvi vrsti življenjski slog in šele potem tudi umetniški. Je čas med romantiko in novo prihajajočimi slogi oziroma čas po padcu Napoleona in Dunajskem kongresu (1815) in letom 1848 in obdobjem revolucij, ki znova pretresajo Evropo.

## Izvor in razvoj izraza
Tako kot večina obdobij in slogov v zgodovini tudi bidermajer ni imel svojega imena, dokler je obstajal, temveč mu je bilo to dano šele potem, ko ga je bilo že konec. Izraz bidermajer je imel najprej satiričen pomen. Vse se je namreč začelo v münchenskem humoristično-satiričnem tedniku Fliegende Blätter, ki je bil znan po sočasnih satiričnih upodobitvah nemškega meščanstva. Leta 1848 je nemški pesnik in slikar Joseph Victor von Scheffel v njem objavil dve satirični pesmi z naslovoma Biedermanns Abendgemütlichkeit in Bummelmaiers Klage, ki sta pravzaprav parodija takrat znanih pesmi švabskega vaškega učitelja Samuela Friedricha Sauterja (1766-1846). Scheffelova prijatelja pesnik Ludwig Eichrodt in zdravnik Adolf Kußmaul sta potem iz šaljivih imen filistrskih junakov v omenjenih dveh Scheffelovih pesmih skovala priimek za njun skupen psevdonim Weiland Gottlieb Biedermaier, pod katerim sta se odločila ponovno objaviti nekatere Sauterjeve največje pesniške bisere in ob tem še nekatere svoje pesmi, ki so parodija na njegov pesniški slog. Sauterjevo preprosto pesništvo sta namreč občutila kot nehote zelo zabavno. Leta 1853 sta potem to storila v pesniški zbirki Gedichte in allerlei Humoren, med letoma 1855 in 1857 v listu Fliegende Blätter, leta 1869 pa je Eichrodt pesmi, objavljene v Fliegende Blätter, zbral in objavil še v pesniški zbirki Biedermaiers Liederlust. Izmišljeni lik Gottlieba Biedermaierja, naivnega stihoklepca in kvietističnega filistra, ki mu (po Eichrodtovih besedah) »njegova mala soba, vrtiček, neugledno mestece in borna usoda zaničevanega vaškega šomoštra pripomorejo k zemeljski sreči«, je tako postal splošno znan.
Eichrodt in Kußmaul sta z likom Gottlieba Biedermaierja želela satirično razgaliti nepolitično, naivno, oblasti zvesto mentaliteto malomeščanstva predmarčne dobe ter njegov nazadnjaški literarni okus. Črkovanje besede biedermaier se je pozneje spremenilo v biedermeier. Beseda bieder je v nemščini do predmarčne dobe imela pozitivno vsebino in je pomenila 'vrl, pošten, uporaben', pozneje pa je dobila še posmehljiv pomen 'malomeščanski, predvčerajšnji'; drugi del besede pa se navezuje na priimek Meier, ki je (skupaj z inačicami: Meyer, Maier…) eden najbolj pogostih nemških priimkov.
Šaljivi priimek Biedermeier se je sicer prvič pojavil že leta 1846 in sicer v satirični pesmi revolucionarnega pesnika Ludwiga Pfaua Herr Biedermeier, s podnaslovom Mitglied der »besitzenden und gebildeten Klasse«. Tudi ta pesem je bila kritična do meščanstva predmarčne dobe, vendar je po drugi strani tudi res, da je omenjeni izraz postal splošno znan šele z Eichrodtovimi in Kußmaulovimi objavami. Eichrodt je pozneje tudi trdil, da takrat še ni poznal te Pfauove pesmi.
Izraz bidermajer je torej nastal iz posmeha liberalnih mladih intelektualcev Sauterjevi poeziji kmalu po njegovi smrti. Sauterjeva oseba pa je nehote postala navdih za karikaturo, imenovano biedermaier, ki je dala ime času, v katerem je sam živel, njegovemu osebnemu življenjskemu slogu, in tudi umetniškemu slogu, v katerem je ustvarjal. Toda proti koncu 19. stoletja je beseda biedermeier začela izgubljati svojo slabšalno vsebino, kajti pogled na predmarčno dobo se je vrednostno spreminjal – ljudje so začeli o tej dobi z nostalgijo govoriti kot o dobrih starih časih, beseda biedermeier pa je postala sopomenka za udobnost, domačnost, družabnost v krogu družine in prijateljev, za (tudi duhovni) umik v zasebnost.
Pojem biedermeier se je kot oznaka za obdobje in slog – torej: bidermajer – pojavil šele na prelomu iz 19. v 20. stoletje. Zanimanje za to obdobje se je najprej prebudilo na področju umetne obrti, kjer je beseda bidermajer tudi najprej dobila pozitivno vsebino. Bidermajerski slog so prepoznali kot zadnji samostojni slog pred historicizmom. Pri bidermajerskem slogu je našla svoj navdih umetna obrt jugendstila. Od romana Thomasa Manna Buddenbrookovi (1901) so se začeli tudi romanopisci ukvarjati z bidermajerjem. Leta 1906 pa je velika razstava nemškega slikarstva v berlinski Alte Nationalgalerie prvič opozorila na bidermajerske elemente v slikarstvu. Potem so začeli tudi kulturni zgodovinarji posvečati več pozornosti družbenemu, družinskemu, duhovnemu, literarnemu in glasbenemu življenju v času bidermajerja. Beseda biedermeier je tako postala nevtralna oznaka.

## Zgodovina in značilnosti
Na splošno gledano je bidermajerski slog dal vizualni dokaz o spopadu idej med klasicizmom in romantiko, ki se je nadaljeval v prvi polovici 19. stoletja. Sčasoma se je bidermajer vse bolj romantiziral; ravne linije so postale vse bolj zakrivljene in zverižene, nekoč enostavne površine so bile vse bolj dekorirane z umetnimi materiali, dotedanje humane oblike so postale fantastične, teksture eksperimentalne. Vendar je njegova originalna osredotočenost na lahkoto, funkcionalnost in individualnost, ponovno prišla v modo z oživljanjem kot neobidermajer sredi 1960-ih.

### Socialne in politične razmere
Bidermajer je tudi termin, s katerim se opisuje tako način življenja in mentaliteta, kot umetnost in kultura v obdobju med letoma 1815 - 1848 Umetnostni zgodovinarji ga prvenstveno uporabljajo  za opis notranjega oblikovanja tega obdobja.
Pomemben faktor, ki je vplival na razvoj bidermajerja, je bil občutek razočaranja, ki je zavladal po politični restavraciji absolutizma 1815 in kasnejšega izstopa meščanov iz političnega in javnega življenja. Po razkošnem baroku in nežnejšem rokokoju, je bidermajer predstavljal poskus bega v mirno udobno življenje. To je bil čas strogega metternichovega režima v katerem je bila buržoazija, čeprav bogata in spoštovana, izključena iz vseh državnih uprav. Posledica tega je bila, da je osebni, povsem privatni interes, postal vse pomembnejši. Ljudje so hodili na plese, na enodnevne izlete v okolico mest ali obiskovali zabavne parke, gledališča, kavarne in pivnice, samo da bi pobegnili od vsakodnevnih tegob, oobremenjeni s socialnimi problemi in zelo nestabilno politično situacijo. 
Umetnost in kultura sta imeli v času bidermajerja važno vlogo, srednji razred je aktivno podpiral vse vrste umetnosti, saloni vplivnih mecenov so postali drugi domovi piscev, skladateljev, slikarjev in kiparjev, kot tudi drugih predstavnikov kulturnega življenja.

### Arhitektura
Arhitektura bidermajerja ni bila kaj zelo različna od eklekticizma ali neoklasicizma tistega časa, edino kar jo je označevalo je bila enostavnost in skromnost. Tako so imele družinske hiše in javni objekti preproste fasade, široke vhode, dekorativne vence in loke, z redkimi izjemami bolj dekorativnih fasad. V modi so bili vrtovi ob meščanskih hišah, parki in vrtna arhitektura.
Arhitektura s konca 18. stoletja je že pripravila teren za okusno preprostost bidermajerskih objektov, v katerem je bil dom najpomembnejši vidik te kulture, v katerem je enostavno in funkcionalno pohištvo igralo važno vlogo. Pohištvo je bilo enostavno, dobronamerno in funkcionalno, jasnih, blago zakrivljenih linij, razmeščeno po prostorih z dekoriranimi tapetami s cvetnimi ali enostavnimi geometrijskimi vzorci. V tem času so se pojavili tudi prvi kosi masovno proizvedenega pohištva iz kuhanega lesa, ki sta ga razvila brata Thonet. 
Bidermajer je kot specifičen avstrijski slog ponovno prišel v modo ob koncu 19. stoletja, vzporedno z Art nouveaujem in secesijo in bil cenjen pri urejanju stanovanj vse do leta 1918. Njegove ideje so oživele v okviru organizacije Österreichischer Werkbund.
Danes se na bidermajer gleda z novimi očmi - kot na zlato dobo družinskega življenja in doma kot temeljne vrednote.

#### Pohištvo in notranje ureditve
Največja značilnost tega sloga in njegov prispevek k umetnosti, je bilo pohištvo, v katerem se jasno vidi vpliv predhodnih slogov empir in directoire a brez njihove pompoznosti in grotesknosti, ker je bilo enostavno in funkcionalno. Bidermajersko pohištvo je zmehčalo krutost empirskega sloga in mu dodalo težo directoira. Medtem ko je bilo empirsko pohištvo grandiozno in običajno izdelano iz temnega lesa, je bilo bidermajersko izdelano iz svetlega lesa in brez kovinskega okrasja. Površine so bile polirane z naravnimi materiali, s temnejšimi poudarki na posameznih delih, čeprav se je inkrustacija zelo redko uporabljala. Meščansko pohištvo iz tega obdobja je lahkotno, ravne linije in različni furnirji s pomočjo šelakove politure so pričarali kvaliteto bivanja in ugodje ljudi. Mizarji so znali z različnimi furniranji pričarati čudovite vzorce.
Posebna specifičnost bidermajerja, po čemer ga je lahko prepoznati, je njegov izjemno zadržan geometrijski izgled. Posamezni kosi pohištva so dobili novo vlogo, kot miza, ki se ni več potavljala ob rob, temveč na sredino, okoli katere so se postavljali stoli, da bi nastal prostor okoli katerega se je zbrala družina za svoje večerne aktivnosti. 
Prevleke foteljev in drugih sedežnih površin so imele prevleke iz svetlih, črtastih tkanin, okrašene s cvetjem, girlandami in podobnimi motivi.

### Slikarstvo
Teme bidermajerskega slikarstva niso več zgodovinski prizori iz antike ampak realne podobe vsakodnevnega življenja.
Za bidermajsko slikarstvo je značilen niz šarmantnih kontemplativnih avtorjev, ki so kazali veliko ljubezen za detajle. Pred tem se je od časa do časa pojavljala tudi neke vrste družbena kritika, predvsem v žanrskih motivih, ki je nastala pri nizozemskem slikarstvu 16. stoletja. Najvažnejši predstavniki tega sloga slikarstva v Avstriji, so bili; Josef Danhauser, Peter Fendi, Carl Schindler, Friedrich Gauermann in Ferdinand Georg Waldmüller (neko obdobje).
V tem obdobju je postala popularna krajina, zato so se slikarji odpravili v Alpe v Italijo in slikali neokrnjeno naravo, pa tudi nevihte, poplave, vulkanske erupcije. Med njimi sta bila posebej popularna Waldmüller in Friedrich Gauermann. 
Portretno slikarstvo je postalo ena od najvažnejših vej likovne umetnosti, popularne pa so bile tudi miniature. To je bila posledica porasta srednjega razreda v družbi, ki je postal nova skupina potrošnikov, ljudi, ki so hoteli in bili voljni plačati svoje in skupinske družinske portrete. Te želje so izpolnjevali slikarji; Waldmüller, Amerling, Ender, Einsle, Daffinger, Eybl, Kupelwieser, Krafft in Kriehuber. Ko se je sredi 19. stoletja pojavila dagerotipija, je zanimanje za slikanimi portreti naglo upadlo. Po drugi strani pa je to vplivalo na razvoj tehnike tiskanja - posebej litografije, zato si na Dunaju nastale številne izdajateljske družbe, ki so tiskale manjše serije znanih slik, topografske karte in številne grafične mape različnih tematskih vsebin, od mode do zgodovine. 

### Književnost
Literarni bidermajer ni splošno evropski pojav; zajel je predvsem kulturni prostor Srednje Evrope in Skandinavije, najmočneje pa nemško jezikovno območje, to je nemško in avstrijsko književnost v času med 1825 - 1848. To je bil spoj romantizma in realizma, slog poudarjene sentimentalnosti in bega v preteklost in intimo, ki je značilna za novele, romane in poezijo.
Glavni princip tega sloga je bil sanfte gesetz (prijazen zakon) narave, ki je baziral na apolitičnosti, samokontroli in resignaciji. Tipični pisci bidermajerja so bili Adalbert Stifter, Franz Grillparzer, Nikolaus Lenau, Eduard Mörike in drugi. 
Čeprav je književnost v glavnem obsegala epska dela, je bil to čas, ko so cvetela dunajska gledališča, ki so mimo stroge cenzure, uspela pretihotapiti dela v dialektu in spregovoriti o prepovedanih temah in frustracijah družbe. 
Zabavno književnost zaznamujejo romani groze, poučni zgodovinski romani, številni almanahi in priročniki bontona, spominske knjige in rodovniki.  
V slovenski literarni zgodovini je bilo vprašanje bidermajerja deležno le malo pozornosti.

### Glasba
Bidermajer je bilo obdobje, ko velikodušni pokrovitelji in uporabniki glasbe niso bili več samo visoki plemiči, ampak novo nastala buržoazija. Prav takrat, 1812, je bilo osnovano Dunajsko združenje prijateljev glasbe (Gesellschaft der Musikfreunde in Wien), v katerem je ta nova buržoazija igrala glavno vlogo. Lahkotnejša glasba, kot je bil dunajski valček, je postala zelo popularna, kot tudi kvarteti, ki si jih je lahko privoščila skromnejša buržoazija da jim je igrala na domovih. 

### Kiparstvo
Kiparstvo kot relativno draga umetnost, je imelo v bidermajerju zanemarljivo vlogo, zato so bile velike skulpture prava redkost. Namesto tega so bile v modi majhne poslikane porcelanske figurice – bric-à-brac. 
Za bidermajer se razvilo obrtništvo - posebej izdelava predmetov iz stekla, ki so ga poslikali, gravirali in peskali. Popularne so postale personalizirane čaše z vgraviranimi imeni, ki so postale predmet darovanj in cenjen spominek. V tej obrti so bili znani mojstri Möhn, Kothgasser in Johann Josef Mildner. 

## Galerija slik
- Atmosfera bidermajer obdobja - odkritje spomenika iz 1837
- Mečevanje je bilo zelo popularen šport
- Primer arhitekture - palača Polster na Dunaju
- Slika Carla Spitzwega – Siromašni pesnik
- Matevž Langus – Julija Primic in njen bratec Janez

### Bidermajer v južnoslovanskem prostoru
Bidermajer je zajel samo severnejše dele Slovenije in Hrvaške in to z zakasnitvijo po večjih urbanih centrih ter se zadržal praktično skoraj do druge svetovne vojne kot dominantni slog notranjega oblikovanja. Največ pohištva se je uvozilo iz Avstrije in Nemčije, kasneje pa se je začela tudi proizvodnja po manjših manufakturah (Kraft, Zagreb, Goger, Varaždin). Vzporedno se je razvila proizvodnja dekorativnih predmetov. Po vzoru na Dunaj se je lokalna buržoazija želela portretirati, zato so se pojavili potujoči slikarji, ki su te potrebe zadovoljili, kot; Karas, Stroy, Zasche, Hötzendorf in številni drugi. Najbolj znan graditelj v tem slogu je bil Bartol Felbinger, ki je zgradil številne objekte po zagrebškem Griču.
Slovenski slikarji v obdobju bidermajerja so: Matevž Langus, Mihael Stroj, Jožef Tominc, Anton Karinger in Marko Pernhart. Obraze in krajine so olepševali. Slikali so predvsem portrete in krajine.